# 杨云东
杨云东（？—），男，中华人民共和国外交官，现任中华人民共和国驻卡拉奇总领事。

## 生平
杨云东曾任驻加拿大大使馆参赞兼新闻发言人。2019年，任公安部国际合作局副局长。2023年4月，出任中华人民共和国驻卡拉奇总领事。